# Ernesto Suárez (actor)
Ernesto Suárez (Guaymallén, Mendoza; 9 de enero de 1940) es un actor y director de teatro argentino, reconocido en su país y en otros países de Latinoamérica.

## Biografía
Proveniente de una familia humilde y trabajadora, que vivía en un pueblo del departamento Guaymallén, con sus padres y cinco hermanos, El Flaco, en su infancia, trabajaba de vendedor ambulante. Comenzó la carrera de abogacía, aunque más tarde decidió no seguir la carrera y dedicarse al teatro.
En sus inicios, se formó profesionalmente con los directores teatrales Leónidas Monte, José Chiavetta y Carlos Owens. Posteriormente tomó cursos de su especialidad con maestros latinoamericanos.
Se ha destacado como docente, actor y director tanto en nuestro medio como en el exterior formando actores, directores y produciendo obras teatrales de gran repercusión.
Se desempeña como docente de teatro ininterrumpidamente desde 1969. Ha desarrollado la docencia teatral en diferentes instituciones entre las que cabe mencionar el Instituto Cuyano de Cultura Hispánica de Mendoza, Municipalidad de San Martín (Mendoza) y Facultad de Artes y Diseño de la Universidad Nacional de Cuyo en Argentina.
Además fue docente teatral en diversas ciudades de Latinoamérica donde se exilió durante la dictadura cívico-militar argentina (1976-1983); en Lima (Perú) fue contratado por el Ministerio de Cultura y Educación para emprender talleres destinados a docentes de espacios marginales. En Ecuador fue docente en la Universidad Nacional de Quito, la Universidad Católica y la Universidad Nacional de Guayaquil y en la Municipalidad de Guayaquil.
En Colombia dictó cursos de improvisación y actuación en el teatro La Candelaria (Bogotá). En España fue profesor contratado en la Universidad de San Sebastián de los Reyes.
Usualmente es invitado a dictar talleres teatrales en diversos países de Latinoamérica donde residiera en épocas pasadas (como en los casos de Colombia, en Perú, en Ecuador y en Chile.
Asistió como director, actor y tallerista a festivales, muestras, congresos, encuentros nacionales y latinoamericanos, entre otros, el de Manizales (Colombia), Temuco (Chile) y La Habana (Cuba).
En 1977, Ernesto Suárez fundó el Teatro-Escuela El Juglar en Guayaquil, espacio en el que pudo desarrollar durante su exilio una escuela de teatro y a la vez un centro cultural de relevancia que culminó con la formación del elenco El Juglar, el cual tuvo premios nacionales e internacionales en diversos certámenes latinoamericanos.
Algunos de sus integrantes, a partir de su regreso al plantel de profesores de la UNCuyo, completaron su formación en nuestro país obteniendo el título de licenciados y profesores en Arte Dramático en la Facultad de Artes y Diseño de esa universidad, creando luego, en Ecuador nuevos centros teatrales.
En 1985, a su regreso a Argentina, fundó el Teatro El Taller, en el que desarrolló una intensa labor artística a la vez que docente, representando obras para niños y adultos y dictando clases en forma permanente a un promedio de 250 alumnos anuales. Es posible evidenciar la transferencia de su actividad artística y docente observando la permanencia y labor en nuestro medio de algunos de los primeros integrantes del elenco El Taller, los que se desempeñan actualmente como Profesores del Departamento de Teatro de la Facultad de Artes y Diseño Universidad Nacional de Cuyo y como actores y directores teatrales destacados en nuestro medio.
Organizó y dirigió varios encuentros teatrales:
- 1991-1992: 1.º Encuentro Nacional de Teatro para Niños
- 1993: Encuentro Nacional de Teatro Andino
- 1995: Fiesta Nacional del Teatro (en Mendoza).

Creó el ciclo Teatro en Vendimia, que continúa desarrollándose a través del Ministerio de Turismo y Cultura de Mendoza. Fue jurado en concursos de obras teatrales y cátedras universitarias y participa a nivel nacional en la elección de representantes provinciales para la formación del Consejo de Dirección del Instituto Nacional de Teatro.
Ha sido director de actores en tres Fiestas Nacionales de la Vendimia (1992, 2001 y 2003).
En 2015, El Flaco Suárez hizo su debut como actor de cine, en el film Camino a La Paz, junto a Rodrigo de la Serna y dirigido por Francisco Varone.
El Flaco, por su papel, fue galardonado con el «Premio SAGAI» (Sociedad Argentina de Gestión de Actores e Intérpretes) a mejor actor revelación en el marco del Festival Internacional de Cine de Mar del Plata.

## Obras
Ha creado numerosas obras teatrales para niños y adultos, algunas de las cuales han sido publicadas. Varias de ellas son reinterpretadas siempre por diversos elencos en Neuquén, Rosario, Buenos Aires y entre otros sectores del país. Entre los más reconocidos y causan un gran impacto en la audiencia son:
- El león matón
- Historia de un chupetín
- El trámite
- Perseguidos por reír
- Hablemos de la pareja
- Lágrimas y risas[10]
- Educando al nene

## Reconocimientos
- En 2011 recibió el Premio Escenario de Oro.[11]
- En 2014 fue nombrado «embajador cultural de Mendoza».[12]
- En 2015 recibió el Premio SAGAI, a mejor actor revelación de cine.[13]
- En 2016, fue nombrado ciudadano ilustre de la Ciudad de Mendoza.